# Luis de Acre
Luis de Brienne, llamado Luis de Acre (fallecido después de septiembre de 1297) fue por matrimonio vizconde de Beaumont de la casa de Brienne.
Luis era el hijo menor de Juan de Brienne, rey de Jerusalén, cogobernante del Imperio latino de Constantinopla, y de su tercera esposa Berenguela de León, hija del rey Alfonso IX de León. Su media hermana fue la reina Isabel II de Jerusalén.
Junto con sus hermanos mayores Alfonso y Juan fue enviado a la corte del rey Luis IX de Francia en 1244.
Luis se casó con Inés de Beaumont, la heredera de Ricardo II (fallecido en 1242), vizconde de Beaumont. Por su derecho de matrimonio asumió el cargo del gobierno del vizcondado. Tuvieron siete hijos:
- Juan (fallecido en 1306), vizconde de Beaumont;
- Luis (fallecido en 1333), obispo de Durham;
- Margarita (fallecida en 1328), se casó con Bohemundo IV, conde de Trípoli.
- María (fallecida en 1328/1339), se casó con Enrique III de Avaugour, señor de Mayenne;
- Isabel (fallecida antes de 1334), se casó con Juan de Vesci, señor de Alnwick;
- Juana (fallecida en 1323), se casó con Guido VII, señor de Montmorency.
- Enrique de Beaumont, I barón de Beaumont (fallecido antes de 1340), vizconde de Beaumont, condestable de Inglaterra.